# Hans Corpeleijn
Hans J. Corpeleijn (Dordrecht, 10 juli 1939 - Papendrecht, 18 november 2004) was een Nederlands honkballer en zakenman.
Corpeleijn, een rechtshandige werper, begon zijn honkballoopbaan bij Neptunus waar zijn broer Wim Corpeleijn ook voor uitkwam. In 1957 ging hij spelen voor Sparta, ook in Rotterdam waar hij in totaal tien jaar voor zou uitkomen. Met Sparta werd Corpeleijn viermaal landskampioen: in 1963, 1964, 1966 en 1967. In 1968 nam hij afscheid als speler met een vijfde beste ERA van de hoofdklasse. Na zijn spelersloopbaan werd Corpeleijn internationaal honkbalscheidsrechter en was actief als scheidsrechter, onder meer tijdens zeven edities van de Haarlemse Honkbalweek en later werd hij eigenaar en directeur van Covee, de grootste honkbal- en softbalspeciaalzaak van Europa.